# Einstimmigkeit
Einstimmigkeit bedeutet bei Abstimmungen in Kollegialorganen, dass deren Beschlüsse von allen anwesenden Stimmberechtigten und ohne Gegenstimmen gefasst werden müssen.

## Allgemeines
Gesetze, privatrechtliche oder öffentlich-rechtliche Satzungen oder Verträge können bei Abstimmungen vorsehen, dass Beschlüsse von Kollegialorganen (wie Aufsichtsrat, Betriebs- und Personalrat, Geschäftsführung, Gesellschafterversammlung, Hauptversammlung, Parlament, Parteien, Regierungen, Verwaltungsbeirat, Verwaltungsrat oder Vorstand) durch absolute, einfache, qualifizierte oder relative Mehrheit oder einstimmig gefasst werden müssen. Einstimmigkeit setzt voraus, dass alle stimmberechtigten Mitglieder eines Gremiums sich für eine von mehreren Alternativen entscheiden müssen. Die modernen Verfassungen kennen jedoch die Einstimmigkeit so gut wie gar nicht mehr.

## Geschichte
Die Einstimmigkeitsregel gehört zu den ältesten Abstimmungsregeln. Die Ordinatio imperii ordnete im Jahre 817 die Einhelligkeit bei der Wahl Lothars I. an. Einstimmigkeit bei Wahlen (lateinisch electio per unum) galt im Mittelalter als Ausdruck des Willens Gottes. Auch im kanonischen Recht des Mittelalters und später galt für Personalentscheidungen die Einstimmigkeitsregel (lateinisch unanimitas). Dabei erfolgte eine einhellige Festlegung auf einen einzigen Kandidaten als Ausdruck des Gesamtwillens seiner Wähler.
Die Kanonisten übernahmen 1179 aus dem römischen Recht das Mehrheitsprinzip. Das Rechtswahlgesetz Licet iuris ermöglichte ab 1338 ein Vordringen des Mehrheitsprinzips in das deutsche Königswahlrecht. Allmählich setzte sich dieses Prinzip in allen europäischen Staaten durch – außer in Polen. Seit März 1652 gestand dort das Liberum Veto jedem Abgeordneten des Sejm das Recht zu, gegen jeden Beschluss des Parlaments ein Veto einzulegen und dadurch mit einer einzigen Stimme ein Gesetz zu blockieren; es wurde faktisch 1764 abgeschafft. Jean-Jacques Rousseau forderte 1762 Einstimmigkeit (französisch unanimité) beim Gesellschaftsvertrag. Johann Gottlieb Fichte verlangte 1795 Einstimmigkeit in der Abstimmung über die Beschlussfassung des Grundgesetzes. Seit dem Wiener Kongress galt ab 1815 die Einstimmigkeit als Grundregel für politische Konferenzen.
Einige Indianerstämme Nordamerikas fällten Entscheidungen des Stammesrats ausschließlich einstimmig. In diesem Fall gingen der Abstimmung oftmals langwierige und abschweifende Diskussionen voraus, bei denen versucht wurde, eine einheitliche Meinung zu finden. Die Abstimmung war dann – falls dies gelang – eine reine Formsache.

## Rechtsfragen

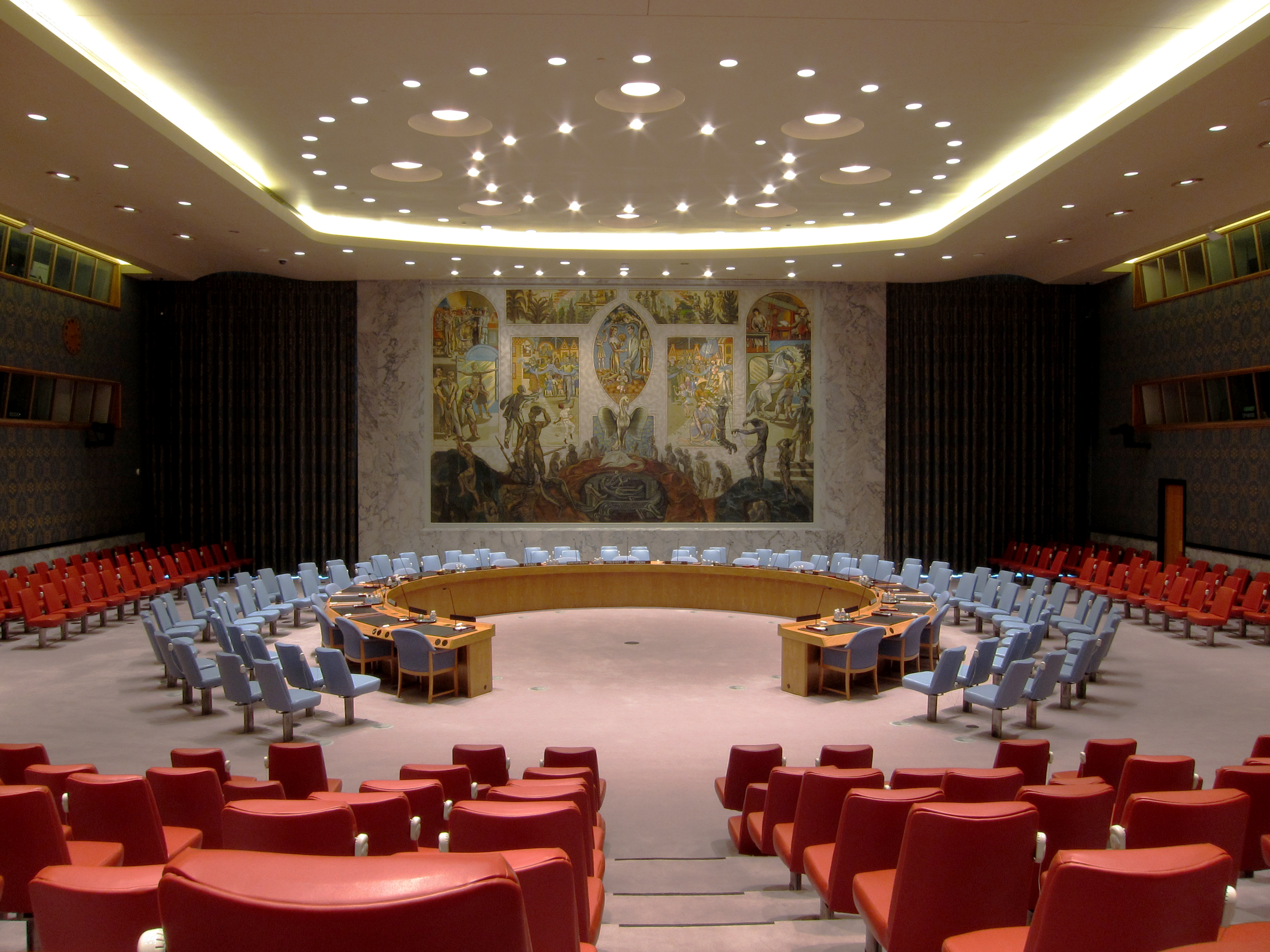
Sitzungssaal des UN-Sicherheitsrats

Einstimmigkeit bedeutet im Idealfall, dass sämtliche stimmberechtigten Anwesenden eine Ja-Stimme zur selben Alternative abgeben. Bei auch nur einer Nein-Stimme gibt es keine Einstimmigkeit.

### Enthaltungen und Veto
Zu fragen ist, wie sich Stimmenthaltung und Veto auf die Einstimmigkeit auswirken. Die Stimmenthaltung steht im EU-Recht dem Zustandekommen von einstimmig zu fassenden Beschlüssen nicht entgegen (Art. 238 Abs. 4 AEUV). Eine Stimmenthaltung zählt nicht als Gegenstimme; damit kann theoretisch ein einstimmiger Beschluss mit nur einer Stimme bei 30 Enthaltungen gefasst werden. In Deutschland haben das OLG Celle und der BGH in Einzelfällen unterschiedlich entschieden; laut BGH (1982, 1989) war Einstimmigkeit trotz Enthaltung erreicht, laut OLG Celle (1991) nicht.
Ein Veto allerdings zerstört die Einstimmigkeit, so dass das Vetorecht ein taktisches Mittel ist, einstimmige Beschlüsse zu verhindern. Dies ist im Sicherheitsrat der Vereinten Nationen häufig der Fall, wo die ständigen Mitglieder zwischen 1945 und 2008 insgesamt 261 Mal von ihrem Vetorecht Gebrauch gemacht haben.

## Organisatorische Aspekte
Die vorgeschriebene Einstimmigkeit gefährdet deshalb das Zustandekommen von Beschlüssen. Je größer das Kollegialorgan und je vielfältiger die Interessen seiner Mitglieder, desto schwieriger und langwieriger kann die Entscheidungsfindung werden oder wird sogar unmöglich. Deshalb ist einstimmige Beschlussfassung lediglich in wichtigen Ausnahmefällen vorgesehen.

## Beispiele

### Deutschland
Unzulässige oder offensichtlich unbegründete Verfassungsbeschwerden können gemäß § 24 BVerfGG durch einstimmigen Beschluss des Bundesverfassungsgerichts verworfen werden. 
Grundsätzlich gilt im Gesellschaftsrecht für Beschlüsse von Personengesellschaften das Einstimmigkeitsprinzip gemäß § 714 Abs. 1 BGB und § 119 Abs. 1 HGB. Hiervon kann jedoch im Gesellschaftsvertrag abgewichen werden. Den Gesellschaftern steht es im Rahmen der Privatautonomie frei, sich dahin zu einigen, ob und in welchem Umfang das starre, praktischen Erfordernissen oftmals nicht gerecht werdende Einstimmigkeitsprinzip durch das Mehrheitsprinzip ersetzt wird.
Beschlüsse des Vorstands einer Aktiengesellschaft über die Geschäftsordnung müssen gemäß § 77 Abs. 2 AktG einstimmig gefasst werden.
Im Kreditwesen darf gemäß § 13 Abs. 2 KWG ein Großkredit oder gemäß § 15 Abs. 1 KWG ein Organkredit nur aufgrund eines einstimmigen Beschlusses aller Geschäftsleiter gewährt werden. Ein beaufsichtigtes Unternehmen eines Finanzkonglomerats darf gemäß § 23 Abs. 2 FKAG unbeschadet der Wirksamkeit der Rechtsgeschäfte nur auf Grund eines einstimmigen Beschlusses sämtlicher Geschäftsleiter des beaufsichtigten Unternehmens bedeutende konglomeratsinterne Transaktionen durchführen.
Einstimmigkeit ist bei der Wohnungseigentümerversammlung erforderlich für die Änderung der Teilungserklärung, bei baulichen Veränderungen (§ 22 Abs. 1 WEG), Umlaufbeschlüssen (§ 23 Abs. 3 WEG), einem Verbot der Vermietung an Feriengäste und in Österreich auch bei Benutzungsregelungen.
Für die Beschlussfassung der Innenministerkonferenz gilt das Einstimmigkeitsprinzip, es besteht dabei auch die Möglichkeit, sich zu enthalten.

### International
In der UN-Generalversammlung werden UN-Resolutionen gewohnheitsrechtlich einstimmig angenommen, obwohl Art. 18 Abs. 2 und 3 UN-Charta eine Mehrheitsregel ist.
Einstimmigkeit wird in der EU vom AEUV nur in wenigen, allerdings sehr bedeutsamen Bereichen vorgeschrieben. Im Allgemeinen strebt der Europäische Rat Einstimmigkeit an, auch wenn dies gesetzlich nicht vorgesehen ist. Der AEUV sieht jedoch in Art. 48 Abs. 7 AEUV eine Überleitungsklausel vor, wonach der Rat Beschlüsse zu bestimmten Themen mit qualifizierter Mehrheit (BQM) anstelle einer einstimmigen Entscheidung fassen kann. Zudem darf der Rat in bestimmten Politikbereichen einstimmig entscheiden, die Anwendung der BQM auszuweiten (z. B. bei Angelegenheiten des Familienrechts mit grenzüberschreitendem Bezug gemäß Art. 81 Abs. 3 AEUV). Gemäß Art. 113 AEUV erlässt der Rat einstimmig Bestimmungen zur Harmonisierung der Rechtsvorschriften über Umsatzsteuern, Verbrauchsteuern und sonstige indirekte Steuern. Nach Art. 153 Abs. 2 AEUV beschließt der Rat einstimmig bei sozialer Sicherheit und Sozialschutz von Arbeitnehmern, Schutz der Arbeitnehmer bei Beendigung des Arbeitsvertrags, Vertretung und kollektive Wahrnehmung der Arbeitnehmer- und Arbeitgeberinteressen und bei Beschäftigungsbedingungen der Staatsangehörigen aus Drittländern, die sich legal in der EU aufhalten. In Art. 352 AEUV ist Einstimmigkeit vorgesehen, wenn ein Tätigwerden der EU in vorgesehenen Politikbereichen erforderlich ist, aber die hierfür notwendigen Befugnisse nicht vorgesehen sind, sodass der Rat entsprechende Vorschriften einstimmig erlassen muss.
Die Jury ist der Spruchkörper im Common Law und muss als Gesamtheit der Geschworenen eines Strafprozesses einstimmige Entscheidungen (englisch unanimity verdicts) fällen. Eine nicht einstimmige Entscheidung der Jury stellt eine Nichtentscheidung (englisch hung jury) dar, die zum Abbruch des Verfahrens führt und ein neues Verfahren ermöglicht.
Bei der Jury wird die Regel der Einstimmigkeit nicht zur Bildung eines gemeinsamen Willens angewendet, sondern um die Wahrscheinlichkeit von Irrtümern so gering wie möglich zu halten. Angenommen, bei der Frage, ob ein Angeklagter die ihm zur Last gelegte Tat begangen hat, irrt sich ein einzelnes Jury-Mitglied durchschnittlich in 1 von 5 Fällen. Nach den Regeln für die Wahrscheinlichkeit unabhängiger Ereignisse irren sich 12 Geschworene gleichzeitig nur in 1 von mehr als 244 Millionen Fällen. Diese gilt allerdings nur, wenn alle Geschworenen tatsächlich unabhängig voneinander entscheiden, was jedoch in der Praxis nicht der Fall ist, etwa aufgrund gruppendynamischer Prozesse bei der Entscheidungsfindung.

## Abgrenzung
Während es sich bei der Beschlussfähigkeit um einen formellen Begriff handelt, stellt die Beschlussfassungsmehrheit bzw. Einstimmigkeit einen materiellen Begriff dar. Einstimmige Beschlüsse setzen voraus, dass Beschlussfähigkeit vorliegt. Der Rechtsbegriff Allstimmigkeit steht für eine kollektive Entscheidung, die mit der Einstimmigkeit verwandt ist, davon abweichend jedoch die Zustimmung aller Mitglieder der Gruppe voraussetzt, so dass bei Entscheidungen, die im Rahmen eines Gremiums getroffen werden, nicht nur die Einstimmigkeit der Versammelten, sondern auch die Anwesenheit sämtlicher Betroffenen notwendig ist.